# SN 2011eu
SN 2011eu – supernowa typu IIn odkryta 6 czerwca 2011 roku w galaktyce A140915-0110. W momencie odkrycia miała maksymalną jasność 18,50m.